# Big Soul Mama Gospel Choir
I Big Soul Mama Gospel Choir sono un coro gospel nato a Latina nella metà degli anni novanta e diretto dal maestro Roberto del Monte.
Il repertorio include brani che vanno dai più classici ai più particolari e rivisitati, fondendo le caratteristiche fondamentali del Gospel e dello Spiritual con i ritmi più moderni del Soul e del Funky.

## Partecipazioni e collaborazioni
I Big Soul Mama si sono affermati sia a livello nazionale che internazionale grazie anche alla collaborazione con Joy Malcom, vocalist del gruppo londinese degli Incognito e di Moby e a quella con Tiziano Ferro, il quale ha mosso i primi passi nella musica proprio all'interno dei Big Soul Mama Gospel Choir, motivo per cui li ha voluti coinvolgere nel suo primo lavoro discografico Rosso relativo, nella canzone Soul dier. Il coro è impegnato annualmente in concerti a livello nazionale e si è esibito durante il tradizionale Concerto del Primo Maggio nella loro città natale nell'edizione 2014 e, nello stesso anno, nel gran finale di "Bastia Estate 2014" in Umbria.

## Discografia

### Album studio
- 2002 - I Just Gotta Praise

### Singoli
- Do You Know Him? (Kurt Carr)
- How I Got Over (Clara Ward)
- Give Yourself (Traditional)
- Kumbaya (Kurt Carr & S. Bennett)
- I Just Gotta Praise (S. Scena - S. Lazzaro)
- I Believe in You (S. Scena - S. Lazzaro)
- God is (John B. Walker)
- Amazing Grace pt.1 (Traditional)
- Amazing Grace pt.2 (Traditional)
- Oh Happy Day (Edwin Hawkins Singers)
- Just Before I Go To Sleep (Oleta Adams)